# Johan Huizinga
Johan Huizinga (Groningen, 7. prosinca 1872. – De Steeg, 1. veljače 1945.), nizozemski povjesničar umjetnosti.
Autor je knjige "Jesen srednjega vijeka"  u kojoj razmatra svakodnevicu srednjovjekovnog čovjeka, osobito njegov prikaz u likovnoj umjetnosti i književnosti.